# 페예르 리포트
페예르 리포트(헝가리어: Fejér Lipót, 독일어: Leopold Fejér, 1880년 2월 9일 ~ 1959년 10월 19일)는 헝가리의 수학자였다. 유대인 출신으로서, 출생명은 레오폴트 바이스(독일어: Leopold Weisz)였으나 이후 성을 헝가리식으로 바꾸었다. 조화해석학과 푸리에 급수를 주로 연구하였다.
부다페스트 대학교(오늘날 외트뵈시 로란드 대학교)와 베를린 대학교에서 수학과 물리학을 공부하고 부다페스트 대학교에서 박사학위를 받았다. 1902년부터 1905년까지 부다페스트 대학교, 1905년부터 1911년까지 콜로즈바르(오늘날 루마니아 클루지-나포카)의 프란츠 요제프 대학교에서 교직에 있었다.
1911년에 부다페스트 대학교의 수학부 석좌교수로 취임한 이후 죽을 때까지 재임하면서 해석학의 헝가리 학파를 이끌었고 존 폰 노이만이나 에르되시 팔 등 훗날의 저명한 수학자들을 지도 학생으로 두었다.